# Liga de la Costa del Pacífico 1956-57
La Temporada 1956-57 de la Liga de la Costa del Pacífico fue la 12.ª edición y comenzó el 18 de octubre de 1956. 
La temporada finalizó el 27 de enero de 1957, los Naranjeros de Hermosillo se coronaron campeones al terminar en la primera posición en el standing, con Claudio Solano como campeón de bateo, logrando el bicampeonato.

## Sistema de competencia
Se estableció el sistema de competencia de "todos contra todos", se programó un calendario corrido sin vueltas, jugando 20 series de 3 juegos, resultando campeón el equipo con mayor porcentaje de ganados y perdidos (primera posición).

### Calendario
- Número de Juegos: 20 series x 3 juegos = 60 juegos

## Equipos participantes
| Liga de la Costa del Pacífico 1956-57 |           |                         |                        |                      |           |
| Equipo                                | Fundación | Mánager                 | Ciudad                 | Estadio              | Capacidad |
| Cañeros de Los Mochis                 | 1947      | Daniel Ríos             | Los Mochis, Sinaloa    | Mochis               | 3,000     |
| Mayos de Navojoa                      | 1950      | Baldomero Almada        | Navojoa, Sonora        | Revolución           | ***       |
| Naranjeros de Hermosillo              | 1944      | Tomás Arroyo            | Hermosillo, Sonora     | Fernando M. Ortiz    | 5,000     |
| Tacuarineros de Culiacán              | 1945      | Carlos Gómez            | Culiacán, Sinaloa      | General Ángel Flores | 4,000     |
| Venados de Mazatlán                   | 1945      | Guillermo Garibay       | Mazatlán, Sinaloa      | Mazatlán             | ***       |
| Yaquis de Ciudad Obregón              | 1947      | Ralston Burdett Hemsley | Ciudad Obregón, Sonora | Álvaro Obregón       | ***       |

## Juego de Estrellas
La 14.ª edición del juego de estrellas se realizó el día miércoles 26 de diciembre de 1956 en el estadio Fernando M. Ortiz de Hermosillo; el juego se transmitió por la radiodifusora XEDM, “La Voz del Pacífico” en cadena nacional, la Liga de la Costa del Pacífico venció al seleccionado de la Invernal Veracruzana 5 carreras a 1.
La 15.ª edición del juego de estrellas se realizó el día martes 8 de enero de 1957 en el estadio Ignacio Zaragoza de la ciudad de Puebla, el seleccionado de la Liga Invernal Veracruzana vence a la Liga de la Costa con marcador de 10 a 4.

## Standing
| Equipos                  | JJ | JG | JP | JE | PCT  | JV   |
| ------------------------ | -- | -- | -- | -- | ---- | ---- |
| Naranjeros de Hermosillo | 61 | 40 | 20 | 1  | .667 | -    |
| Yaquis de Ciudad Obregón | 60 | 33 | 27 | -  | .550 | 7.0  |
| Venados de Mazatlán      | 60 | 31 | 29 | -  | .517 | 9.0  |
| Mayos de Navojoa         | 61 | 29 | 31 | 1  | .483 | 11.0 |
| Tacuarineros de Culiacán | 62 | 25 | 35 | 2  | .417 | 15.0 |
| Cañeros de Los Mochis    | 61 | 22 | 38 | 1  | .367 | 18.0 |

| Campeón |

Nota: El equipo campeón se definió por la primera posición en el standing.

## Cuadro de honor
| Equipos                  | Posición   |
| ------------------------ | ---------- |
| Naranjeros de Hermosillo | Campeón    |
| Yaquis de Ciudad Obregón | Subcampeón |
| Venados de Mazatlán      | 3° Lugar   |
| Mayos de Navojoa         | 4° Lugar   |
| Tacuarineros de Culiacán | 5° Lugar   |
| Cañeros de Los Mochis    | 6° Lugar   |

## Serie Nacional Invernal
En la 3.ª edición de la Serie Nacional Invernal, Naranjeros de Hermosillo representó a la Liga de la Costa del Pacífico mientras que los Petroleros de Poza Rica hicieron lo propio por la Liga Invernal Veracruzana. Se jugarían 7 partidos a ganar 4 comenzando en Hermosillo. 

### Standing Serie Nacional Invernal
| Equipos                  | JJ | JG | JP | PCT  | JV  |
| ------------------------ | -- | -- | -- | ---- | --- |
| Petroleros de Poza Rica  | 5  | 4  | 1  | .800 | -   |
| Naranjeros de Hermosillo | 5  | 1  | 4  | .200 | 3.0 |

| Campeón |

### Juego 1
El sábado 2 de febrero de 1957, los Petroleros de Poza Rica enfrentan a los Naranjeros en Hermosillo iniciando la tercera edición de la llamada "Serie Mundial Mexicana". Una entrada superior a los 6,000 aficionados y una transmisión radial a toda la república era el marco espléndido para aquel encuentro. 
En un gran ambiente de expectación, las cosas se pusieron color de hormiga para los naranjeros en el cuarto inning cuando Jesse Durán conectó hit que empujó dos carreras, el marcador se ponía 2-0 a favor de la Invernal Veracruzana. En el cierre del mismo cuarto despertaron los Naranjeros, con dos hombres en base “el pelochino” Garza conectó una recta a la cintura depositándola al otro lado de la barda. Hermosillo se ponía al frente 3-2. Finalmente los Naranjeros de Hermosillo consiguieron el triunfo sobre los Petroleros de Poza Rica 4-3.

### Juego 2
La Serie Nacional Invernal continuó aquel domingo 3 de febrero de 1957; durante tres entradas no hubo nada para nadie; al igual que un día antes, el cuarto inning fue de suerte para el Poza Rica porque ahí anotaron todas sus carreras que fueron suficientes para vencer a Hermosillo y empatar la serie. Hermosillo pudo anotar hasta la octava entrada. 
Magnífico y dominador pitcheo del bebé bonificado Art Swanson dio a los Petroleros de Poza Rica el empate en la serie contra los Naranjeros de Hermosillo en la 3.ª edición del Campeonato Invernal del Béisbol Mexicano, al derrotarlos por score de 4 carreras a 2.

### Juego 3
La Serie Nacional Invernal continuó aquel lunes 4 de febrero de 1957 en el estadio Fernando M. Ortiz de Hermosillo; Poza Rica hace 3 en la primera con dos outs. En la segunda, anotan 7 carreras más. Buheller aumento la ventaja con dos cuadrangulares solitarios. Joe Brovia de Hermosillo conectó un jonrón en la novena entrada para producir las únicas dos anotaciones en el último partido de la temporada en el estadio Fernando M. Ortiz; la gente triste abandonaba el estadio con un mal presentimiento, la Liga Invernar Veracruzana se pone arriba en la serie 2-1.

### Juego 4
La serie se trasladó ahora a Poza Rica para los siguientes tres encuentros de ser necesario. EL miércoles 6 de febrero de 1957 se registró una asistencia de 6,000 aficionados en el Parque Jaime J. Merino, David García, con jonrón con casa llena en el segundo inning y fly de sacrificio en el sexto produjo cinco carreras para poner a los petroleros en el camino de la victoria 9 a 6 sobre los campeones de la Liga de la Costa del Pacífico. Con este triunfo, Poza Rica se puso a solo una victoria de conquistar el campeonato nacional ya que fue su tercer éxito al hilo sobre los Naranjeros que necesitan tres victorias para alcanzar el banderín. Memo López fue el inicialista trabajando solo dos innings ya que le estaban pegando duro, pues aunque en el primero no le hicieron carrera sí le dieron dos hits y Jess Durán robó dos batazos para jonrón en el left a Natas García y Pepe Bache. En el segundo, Ray Garza abrió con hit; luego de dos outs, Natas le pegó jonrón poniéndose los Naranjeros 2-0. En el cierre de la entrada, los Petroleros le llenan las almohadillas a Pete Meza; al bat Memo López que es sustituido por Miguel Becerril Fernández recibiendo la base por bolas entrando una de caballito (1-2). David García viene al bat y conecta tremendo cuadrangular para poner la pizarra 5-2 dándole la vuelta al partido. Al final Poza Rica acumula 9 carreras donde destacó un cuadrangular de Jessie durán con Goss en base.

### Juego 5
Por primera vez en la historia de la Serie Mundial Mexicana, el equipo campeón de la Liga Invernal de Veracruz se hizo del título anoche cuando después de cardíaco partido de 13 innings los Petroleros de Poza Rica vencieron a los Naranjeros de Hermosillo con score de 4 a 3. Fue un gran juego que por su interés reseñaremos enseguida jugada por jugada.
Más de 6 mil aficionados se lanzaron al campo de juego en el Parque Jaime J. Merino y arrebataron en el aire a Frank Oceak, mánager de Poza Rica y a todos sus peloteros. Los Petroleros locos al conquistar su primer campeonato nacional de béisbol profesional de invierno. Oceak, Buheller, Swanson, O’donnell, Goss son aclamados por los fanáticos como héroes en la victoria. Hubo una manifestación por las calles de la ciudad; era la locura general; se organizaron fiestas populares y quema de cohetes en honor de los campeones. Comentando la victoria, Oceak dijo: “Ganamos porque nuestro equipo fue mejor en el campo; a todos los muchachos les agradezco su afán en busca de la victoria; todos cooperaron para lograrla”.

## Designaciones
A continuación se muestran a los jugadores más valiosos de la temporada.
| Designación         | Ganador             | Equipo                   |
| ------------------- | ------------------- | ------------------------ |
| Jugador Más Valioso | Benjamín Valenzuela | Yaquis de Ciudad Obregón |